# Попов, Василий Лазаревич
Василий Лазаревич Попов (1925—1945) — советский военнослужащий. Участник Великой Отечественной войны. Герой Советского Союза (1945). Старший сержант.

## Биография
Василий Лазаревич Попов родился 23 ноября 1925 года на хуторе Пронин Усть-Медведицкого округа Сталинградской губернии РСФСР (ныне село Серафимовичского района Волгоградской области Российской Федерации) в крестьянской семье. Русский. С ранних лет с родителями жил в городе Красный Луч Донецкой (с 1938 года — Ворошиловградской) области. Окончил 8 классов средней школы № 4. Решив стать шахтёром, поступил в Краснолучский горный техникум, но его планам помешала война. В первые месяцы Великой Отечественной войны Василий Лазаревич и его мать Аполлинария Семёновна были эвакуированы в Сталинградскую область. Жили у родственников на хуторе Затонский. После прорыва немецко-фашистских войск к Дону Поповы эвакуировались за Волгу в посёлок Эльтон Палласовского района Сталинградской области.
В ряды Рабоче-крестьянской Красной армии В. Л. Попов был призван Эльтонским районным военкоматом в феврале 1943 года. После окончания школы младших командиров младший сержант В. Л. Попов был направлен для дальнейшей службы в одно из пехотных училищ. Однако, написав несколько рапортов, Василий Лазаревич добился отправки в действующую армию и в ноябре 1943 года был направлен на 4-й Украинский фронт. Участвовал в Крымской операции, освобождении от немецко-фашистских захватчиков города Севастополя. С июля 1944 года сержант В. Л. Попов воевал на 1-м Прибалтийском фронте. Участвовал в Шяуляйской наступательной операции, блокаде Курляндской группировки противника. В ходе Восточно-Прусской операции командир отделения 2-й стрелковой роты 995-го стрелкового полка 263-й стрелковой дивизии 43-й армии сержант Попов отличился в январе 1945 года в уличных боях за город Тильзит. Заменив погибшего в бою пулемётчика, Василий Лазаревич отразил контратаку противника с большим для него уроном. С 25 февраля 1945 года 43-я армия действовала в составе 3-го Белорусского фронта. В ходе Кёнигсбергской операции В. Л. Попов был произведён в старшие сержанты и назначен на должность помощника командира взвода. Действуя в составе одной из штурмовых групп, он особо отличился в период с 6 по 9 апреля 1945 года при штурме города-крепости Кёнигсберг.
При прорыве вражеской линии обороны старший сержант Л. В. Попов личным примером увлёк отделение за собой и, первым ворвавшись в первую немецкую траншею, лично уничтожил 14 солдат противника. Продолжая развивать успех, отделение Попова захватило вторую и третью линии вражеских траншей, взяв в плен 96 солдат и офицеров вермахта. Во время уличных боёв штурмовая группа, в составе которой действовало отделение старшего сержанта Попова, при подходе к центральным районам города столкнулась с ожесточённым сопротивлением противника. Немцы, превратив одно из больших каменных зданий в хорошо укреплённый опорный пункт, вели непрерывный огонь из двух станковых пулемётов. Старший сержант В. Л. Попов со своим отделением сумел проникнуть в здание и забросал огневые точки противника гранатами, уничтожив оба пулемёта вместе с расчётами. При штурме кёнигсбергской крепости В. Л. Попов со своим отделением всегда шёл впереди своей штурмовой группы. Бойцы Попова уничтожили 34 и захватили 2 вражеских орудия и взяли в плен более 80 солдат и офицеров вермахта. 9 апреля 1945 года гарнизон крепости Кёнигсберг капитулировал. Последние очаги сопротивления в городе были ликвидированы 10 апреля. После взятия Кёнигсберга войска 3-го Белорусского фронта приступили к ликвидации немецкой оперативной группы «Земланд» на Земландском полуострове. При прорыве немецкой линии обороны 13 апреля 1945 года В. Л. Попов был убит осколком снаряда. Похоронен в посёлке Чкаловске Калининградского городского округа. Звание Героя Советского Союза старшему сержанту Попову Василию Лазаревичу было присвоено указом Президиума Верховного Совета СССР от 19 апреля 1945 года.

## Награды
- Медаль «Золотая Звезда» (19.04.1945);
- орден Ленина (19.04.1945);
- медаль «За отвагу» (20.04.1945).

## Память
- Памятник Герою Советского Союза В. Л. Попову установлен в городе Красный Луч Луганской области Украины.
- Именем Героя Советского Союза В. Л. Попова названа улица в городе Красный Луч Луганской области Украины.
- Имя Героя Советского Союза В. Л. Попова носит средняя школа в селе Пронин Волгоградской области.

## Документы
- Общедоступный электронный банк документов «Подвиг Народа в Великой Отечественной войне 1941—1945 гг.» Дата обращения: 18 ноября 2012. Архивировано из оригинала 13 марта 2012 года.

Представление к званию Героя Советского Союза. Дата обращения: 18 ноября 2012. Архивировано 9 января 2013 года.
Указ Президиума Верховного Совета СССР о присвоении звания Героя Советского Союза. Дата обращения: 18 ноября 2012. Архивировано 9 января 2013 года.
Медаль «За отвагу» (приказ о награждении). Дата обращения: 18 ноября 2012. Архивировано 9 января 2013 года.
- Обобщенный банк данных «Мемориал». Дата обращения: 18 ноября 2012. Архивировано из оригинала 10 мая 2012 года.

ЦАМО, ф. 58, оп. 18003, д. 593. Дата обращения: 18 ноября 2012. Архивировано 9 января 2013 года.
ЦАМО, ф. 58, оп.  977534, д. 1. Дата обращения: 18 ноября 2012. Архивировано 9 января 2013 года.
Информация из списков захоронения  39-110.
Учётная карточка захоронения 39-110.
Схема захоронения 39-110.